# 기동전사 건담 섬광의 하사웨이
《기동전사 건담 섬광의 하사웨이》(일본어: 機動戦士ガンダム 閃光のハサウェイ)는 1989년 발표된 건담 시리즈의 소설 작품. 2021년 6월 21일에 로봇 애니메이션 영화로 개봉되었다.